# Otto Wels

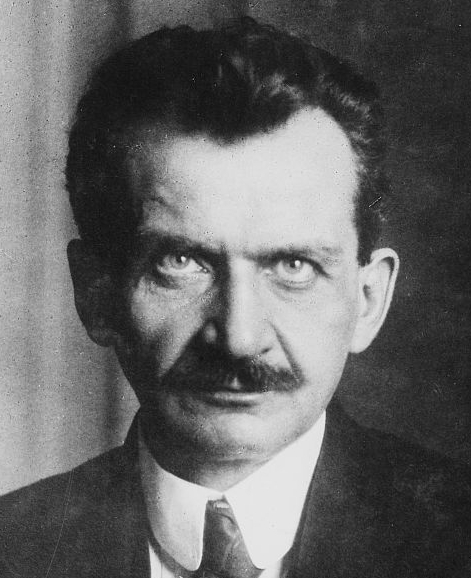
Otto Wels

Otto Wels (ur. 15 września 1873 w Berlinie, zm. 16 września 1939 w Paryżu) – niemiecki polityk Socjaldemokratycznej Partii Niemiec (SPD) od 1919 roku. W latach od 1912 do 1918 był posłem do parlamentu Cesarstwa Niemieckiego, a w latach 1919 do 1933 był posłem do parlamentu Republiki Weimarskiej z ramienia swojej partii.

## Życie
Otto Wels urodził się jako syn właściciela gospody w Berlinie. Wstąpił do SPD w 1891 roku i rozpoczął jednocześnie naukę w zawodzie tapeciarza. W latach 1895–1897 odsłużył swoją służbę wojskową. W roku 1912 dostał się do parlamentu, a rok później do zarządu partii SPD. Od 1919 roku zostaje przewodniczącym SPD.
Krótko po przejęciu władzy przez NSDAP (30.01.1933) wyborów do Parlamentu Rzeszy (5.03.1933) podjął się z ramienia SPD argumentacji przeciwko ustawie o pełnomocnictwach (Ermächtigungsgesetz), które de facto dawały partii NSDAP nieograniczoną władzę. Z jego ust padły podczas burzliwej debaty w parlamencie w dniu 23.03.1933 słynne słowa: „....wolność i życie można nam zabrać, ale honoru nie...”.
W sierpniu 1933 roku narodowo-socjalistyczny rząd pozbawił go niemieckiego obywatelstwa.
W Pradze współtworzył Organizację SPD na uchodźstwie (SOPADE). Pod koniec 1938 roku przeniósł się razem z zarządem partii do Paryża, gdzie zmarł w wieku 66 lat.

## Uznanie
W wielu niemieckich miastach na cześć tego polityka nazwane zostały ulice oraz szkoły.